# لاهمو

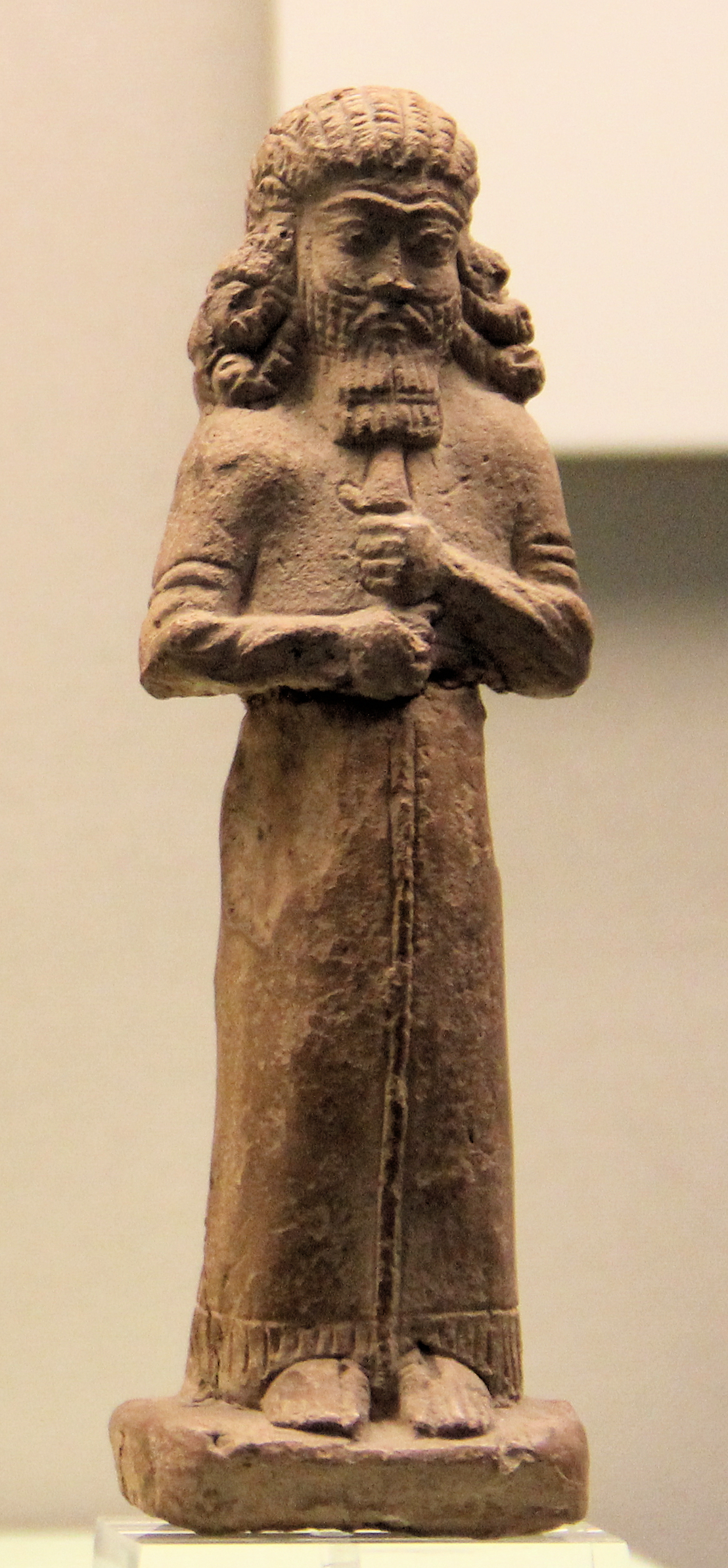
لاهمو، نینوا، 900-612 ق.م

لاهمو("به معنای پُرمو") دسته ای از موجودات بلاگردان از افسانه‌های میان رودان است. با اینکه نام لاهمو ریشه در یک زبان سامی دارد، لاهمو پیش از آن در منابع سومری پیش از سارگونیا هم بوده‌است.

## سیمانگاری و منش
لاهمو به شکل یک مرد ریش دار که لباسی قرمز (تیللو، tillû) بر تن دارد و عموماً شش فرّ روی سرش است، به تصویر کشیده شده‌است. در برخی نوشته‌ها از یک بیل به عنوان صفت لاهمو نام برده شده‌است. بازنمایی‌های هنری را گاهی در ادبیات، «قهرمان برهنه» می‌نامند.
وجود لاهمو به آب مربوط می‌شده‌است. به‌طور کلی باور بر این بود که آنها نوکر انکی / Ea (و بعداً همچنین پسر او مردوک) بودند، و به عنوان دربان معبد او در اریدو کار می‌کردند. بر پایه برخی نسخه‌های آترا-هاسیساحتمالاً آنها «نگهبانان دریا» بودند. در پاره‌ای از این نوشته‌ها بیش از ۵۰ لاهمو فهرست شده‌اند. ممکن است که آنها در واقع روان‌های رودخانه ای باشند که باور بر این بوده که از جانوران رام یا درنده مراقبت می‌کنند.
موجودات آپوتروپائیک مانند لامو، اهریمن انگاشته نمی‌شدند و در حقیقت از خانه نیز در برابر اهریمنان پاسداری می‌کردند. اگرچه در افسانه‌ها ممکن است آنها به عنوان دشمنان شکست خورده و متعاقباً اصلاح شده خدایان به تصویر کشیده شده باشند. در عین حال، نقش آنها کاملاً خدایگانی نیز انگاشته نمی‌شد، و از این روی نام آنها به ندرت، با علامت دینگیر (dingir) ("نشان خدایی بودن") نوشته می‌شد و در هنر نیز از تیاراهای شاخدار (نمادی الوهیت) برای آنها استفاده نمی‌شد.
در آیین‌های بلاگردانی، لاهمو به دیگر هیولاها مانند موشخوشو، باشمو (گونه‌ای مار افسانه ای)، کوساریکو (گاومیش کوهان دار مربوط به اوتو) یا اوگالو مربوط می‌شدند.